# Paul Piaget (remero)
Paul Piaget fue un deportista suizo que compitió en remo como timonel.
Participó en los Juegos Olímpicos de Amberes 1920, obteniendo una medalla de bronce en la prueba de dos con timonel. Ganó una medalla de plata en el Campeonato Europeo de Remo de 1920.

## Palmarés internacional
| Juegos Olímpicos   | Juegos Olímpicos  | Juegos Olímpicos  | Juegos Olímpicos |
| Año                | Lugar             | Medalla           | Prueba           |
| ------------------ | ----------------- | ----------------- | ---------------- |
| 1920               | Amberes (Bélgica) | Medalla de bronce | Dos con timonel  |
| Campeonato Europeo |                   |                   |                  |
| Año                | Lugar             | Medalla           | Prueba           |
| 1920               | Mâcon (Francia)   | Medalla de plata  | Dos con timonel  |